# Kate Williams
Kate Williams (n. 1967) es una montadora de cine australiana. Frecuentemente se encarga del montaje en las películas de Steve Buscemi, en el año 2005 fue nominada al Premio Emmy por su trabajo en Empire Falls.

## Filmografía
Ha realizado el montaje de las siguientes películas:
- Touch Base (1994) (coeditora)
- Trees Lounge (1996)
- Coax (1997) (también directora)
- The Myth of Fingerprints (1997)
- Side Streets (1998)
- The Match (1999)
- Animal Factory (2000)
- The Goddess of 1967 (2000)
- Last Orders (2001)
- This So-Called Disaster: Sam Shepard Directs the Late Henry Moss (2003)
- It Runs in the Family (2003)
- Empire Falls (2005) (TV)
- Interview (2007)
- Frozen River (2008)
- Brother (2009)
- Anton Chekhov's The Duel (2009)
- The Eye of the Storm (2011)
- Effie (2013)
- The Listener (2022)